# James Charles

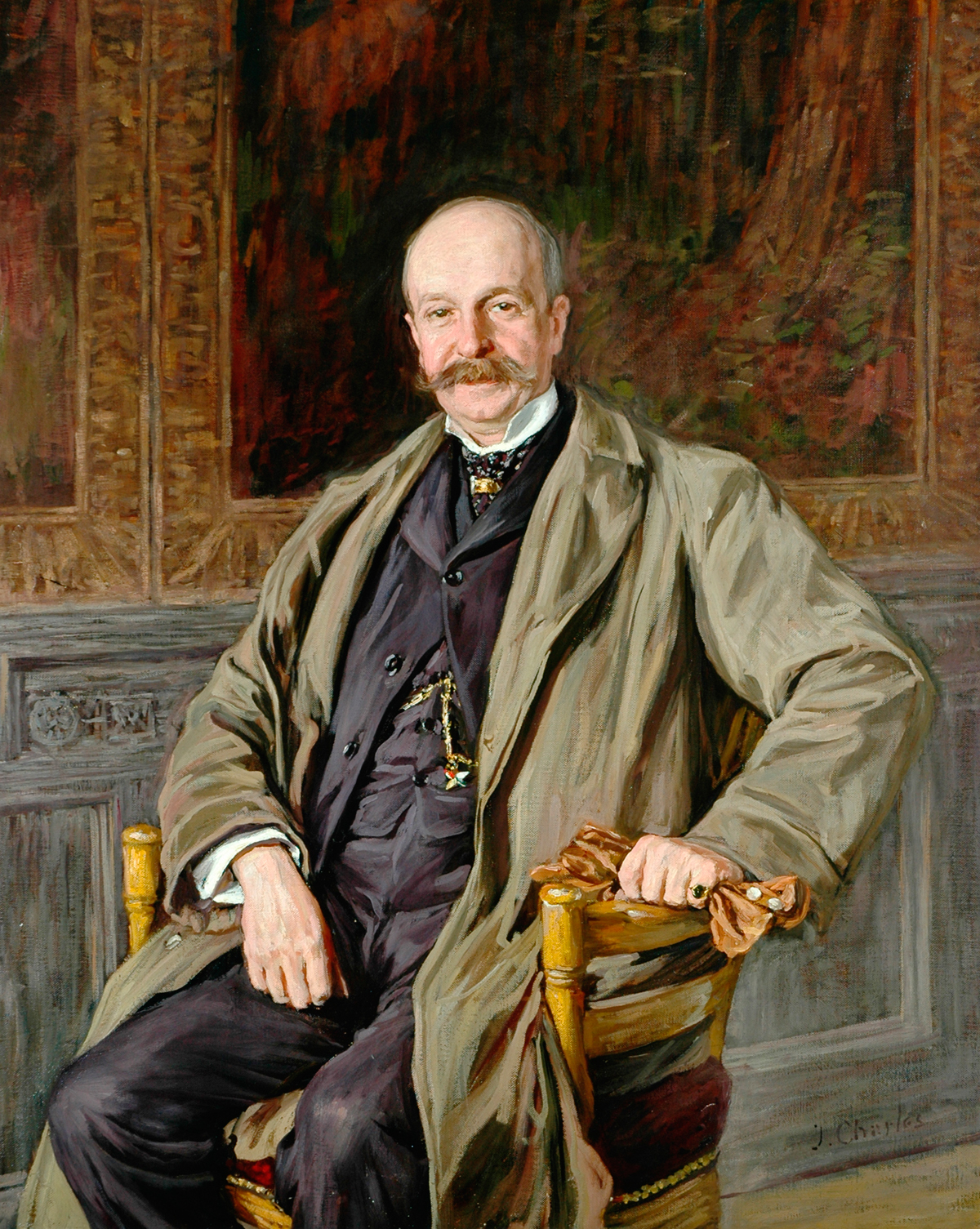
Portret van Sir John Arthur Godwin, First Lord Mayor of Bradford, Bradford Museums & Galleries

James Charles (Warrington, 5 januari 1851 –  Llandyrnog, 27 augustus 1907) voluit James Henry Charles, was een Britse kunstschilder, vertegenwoordiger van de plein-air-schilderkunst. Hij schilderde voornamelijk naturalistische landschappen en genrestukken. Zoals de meeste schilders uit het victoriaans tijdperk is hij weinig bekend ondanks zijn goedgevulde carrière.

## Biografie
James Charles was een telg uit een kunstzinnige familie. Zijn vader was ontwerper, tekenaar en meubelmaker. Hij moest dus thuis geen weerstand tegen een artistieke carrière overwinnen. Toen zijn vader naar Londen verhuisde ging de toen veertienjarige James mee om hem te helpen met zijn ontwerpen, terwijl hij 's avonds en 's morgens zijn schooltaken maakte. Hij volgde een eerste artistieke opleiding aan de Heatherley's School of Fine Art en begon in 1872 te studeren aan de Royal Academy School. In 1875 hing zijn eerste werk op de jaarlijkse zomertentoonstelling van de Royal Academy. Het werk An Italian Youth in Armour werd verkocht op de eerste morgen na de opening. In die periode schilderde hij veel portretten; in de zomerexpo's van 1876 en 1877 werden vijf portretten van zijn hand aan het publiek getoond. Ook daarna exposeerde hij jaarlijks op de tentoonstelling van de Academy, maar kreeg nooit officiële erkenning.
Hij studeerde ook een tijd aan de Académie Julian in Parijs omstreeks 1874, samen met F.W. Jackson and Wilson Steer. Het was daar dat hij de plein-air-schilderkunst en de school van Barbizon leerde kennen. Onder de invloed van wat hij in Frankrijk had gezien ging hij meer aandacht besteden aan de landschapsschilderkunst en minder aan het portretteren. 
In 1875 trad hij in het huwelijk met Ellen Agnes Williams. Ze kregen samen vijf zoons en zeven dochters. Hij bracht de wintermaanden door in Bradford met het schilderen van portretten op bestelling, om in het onderhoud van zijn familie te voorzien. Een groot deel van zijn clientèle werd hem aangebracht door John Maddocks, mede-eigenaar van de Bradford Mill en groot kunstliefhebber, die hij in 1879 had leren kennen. Maddocks zou Charles zijn leven lang blijven steunen. Buiten de wintermaanden keerde hij terug naar Bosham waar hij in 1890 was gaan wonen, en schilderde er landschappen in de omliggende dorpen. In 1896 verhuisde hij naar East Ashling House in Sussex. Zijn meest impressionistische landschappen ontstonden in deze periode.
James Charles deed mee aan de beweging van de wild young men die zich wilden onderscheiden van het academisme. Samen met John Singer Sargent, Wilson Steer, Arthur Hacker, Maurice Greiffenhagen, Henry Scott Tuke, Frank Bramley en zijn twee goede vrienden Henry Herbert La Thangue en Stanhope Forbes sloot Charles zich aan bij deze beweging, wat in 1886 resulteerde in de oprichting van de New English Art Club, die in datzelfde jaar haar eerste tentoonstelling organiseerde. De club die iedereen als lid aanvaardde en een zeer losse structuur had, viel al snel uiteen waaruit onder meer de Glasgow School en de Newlyn School ontstonden. In 1886 werd het impressionisme aanvaard door de Royal Academy als een legitieme strekking. Op de wereldtentoonstelling van 1889 in Parijs exposeerde James Charles zijn werk Christening Sunday en won er een zilveren medaille mee. Hoewel Charles deel uitmaakte van de eerste 'rebellen' werd hij niet aanvaard als avant-garde artiest omdat er nog te veel 'verhaal' in zijn schilderijen zat en dat was precies waartegen zijn vrienden van de New English Art Club zich verzetten. Hij zegde zijn lidmaatschap na twee jaar op maar bleef niettemin aan hun exposities en aan die van de splintergroepen deelnemen.
Charles bracht de zomers van 1889 en 1890 door in Frankrijk, hij heeft daar waarschijnlijk een aantal van de impressionisten ontmoet hoewel daar niets over bekend is. Hij heeft er stijlelementen opgepikt en in zijn werk toegepast, zodat zijn latere werk meer Frans dan Engels kan genoemd worden, maar hij bleef trouw aan zijn keuze voor verhalende schilderkunst.
In 1891 werd hij benoemd tot associé van de Société Nationale des Beaux Arts in Parijs en hij exposeerde enkele keren op het Parijse salon tussen 1897 en 1905. De zomers van 1902 en 1904 bracht hij door in Montreuil-sur-Mer en in november 1905 bezocht hij Capri. Hij keerde terug naar Engeland in de lente van 1906 en stierf dat jaar tijdens een reis naar Llandyrnog.

## Erkenning
Zoals hoger gezegd kreeg James Charles nooit officiële erkenning van de Royal Academy. Zijn goede vriend La Thangue vond hem een groot meester en beweerde dat een dertigtal van zijn werken niet konden geëvenaard worden door om het even welke meester uit om het even welke periode. Zijn vrienden stelden voor een overzicht van zijn werken te exposeren op de komende wintertentoonstelling van de Royal Academy, als eerbetoon aan de overleden meester. De suggestie werd min of meer gevolgd want op de winterexpo van 1907 hing men vijf van zijn werken op in het gezelschap van werken van Giovanni Bellini, Botticelli, Canaletto, Albrecht Dürer, Thomas Gainsborough, Frans Hals, William Hogarth, Filippo Lippi, Joshua Reynolds, Salomon van Ruysdael, Velázquez en Rembrandt. 

## Werken
Een overzicht van de werken van James Charles in publieke Engelse collecties, vindt men op de website van Art UK. Een groot deel van zijn werk bevindt zich in privécollecties.
- Gemeinsame Normdatei: 1141210568
- International Standard Name Identifier: 0000 0000 6704 106X
- KulturNav: 4cdce16e-2889-40c2-94bf-4c8814c7cf34
- Library of Congress Control Number: nr2003019651
- National Gallery of Victoria: 889
- Nationale Bibliotheek van Tsjechië: xx0210712
- RKD-Nederlands Instituut voor Kunstgeschiedenis: 16422
- Union List of Artist Names: 500023747
- Virtual International Authority File: 14712815
- WorldCat: E39PBJbxJhCbQfTqCRjyPBQ6rq